# Virginia Slims of New England 1990
Virginia Slims of New England 1990 — жіночий тенісний турнір, що проходив на закритих кортах з килимовим покриттям у Вустері (США). Належав до турнірів 2-ї категорії в рамках Туру WTA 1990. Відбувсь ушосте й востаннє і тривав з 5 листопада до 11 листопада 1990 року. Перша сіяна Штеффі Граф здобула титул в одиночному розряді.

## Фінальна частина

### Одиночний розряд
Штеффі Граф —  Габріела Сабатіні 7–6(7–5), 6–3
- Для Граф це був 10-й титул в одиночному розряді за сезон і 54-й — за кар'єру.

### Парний розряд
Джиджі Фернандес /  Гелена Сукова —  Мері Джо Фернандес /  Яна Новотна 3–6, 6–3, 6–3
- Для Фернандес це був 5-й титул в парному розряді за сезон і 18-й — за кар'єру. Для Сукової це був 12-й титул в парному розряді за сезон і 41-й — за кар'єру.